# Oswin Williams
Oswin Williams (sinh ngày 6 tháng 12 năm 1986 ở Trinidad và Tobago) là một cầu thủ bóng đá người Trinidad và Tobago từng thi đấu cho Hankook Verdes của Premier League of Belize cho CONCACAF Champions League 2014-15.

## Belize
Anh là một trong những bản hợp đồng nước ngoài của Hankook Verdes tham dự CONCACAF Champions League 2014-15.

## Đời sống cá nhân
Two of Williams' favorite avocations are making music and rap.